# Burmagomphus bashanensis
Burmagomphus bashanensis là loài chuồn chuồn trong họ Gomphidae. Loài này được Yang & Li miêu tả khoa học đầu tiên năm 1994.